# Euaesthetinae
Euaesthetinae zijn een onderfamilie uit de familie van de kortschildkevers (Staphylinidae). 

## Taxonomie
De volgende taxa zijn bij de onderfamilie ingedeeld:
- Tribus Alzadaesthetini Scheerpeltz, 1974
- Tribus Austroesthetini Cameron, 1944
- Tribus Euaesthetini Thomson, 1859
  - Geslacht Edaphus Motschulsky, 1857[6]
- Tribus Fenderiini Scheerpeltz, 1974
- Tribus Nordenskioldiini Bernhauer and Schubert, 1911
- Tribus Stenaesthetini Bernhauer and Schubert, 1911